# Державне агентство резерву України
Державне агентство з управління резервами України (Держрезерв або ДП ДАРУ) — є центральним органом виконавчої влади, діяльність якого спрямовується і координується Кабінетом Міністрів України через Міністерство економрозвитку і торгівлі України і який реалізує державну політику у сфері державного матеріального резерву. Агентство Держрезерву України формує, розміщує, зберігає та поновлює (освіжує) запаси державного резерву.

## Історія
1 листопада 1991 року розпочалася історія Держкомрезерву України, з прийняттям постанови Кабінету Міністрів України № 299-04 «Про створення Державного Комітету України з державного матеріального резерву», який був утворений на базі Українського територіального управління Комітету з державних матеріальних резервів при Раді Міністрів СРСР. В цій же постанові відзначалося, що новоутворений Державний комітет України з матеріального резерву є правонаступником цього управління, з чого витікає логічний висновок: Держкомрезерв має всі підстави додати до своєї 20-річної біографії ще шість десятиліть радянської доби.
У 1992 році Кабінетом Міністрів України було затверджено Положення про державний матеріальний резерв та Положення про Державний комітет України з матеріального резерву. Номенклатура та рівень накопичення матеріальних цінностей матеріального резерву було затверджено в 1993 році, а в 1994 році — додатково затверджено Положення про Держкомрезерв. В січні 1997 році був прийнятий Закон України «Про державний матеріальний резерв»: система отримала професійну законодавчу базу своєї діяльності.
З грудня 1999 року Комітет було реорганізовано в Державне Агентство по управлінню державним матеріальним резервом. Практика державного будівництва, розбудова економіки країни вимагала створення структури з високим статусом та відповідними повноваженнями.
В серпні 2001 року Указом Президента України Агентство по управлінню державним матеріальним резервом було реорганізовано в Державний Комітет України з державного матеріального резерву. У жовтні того ж року затверджено Положення про Комітет.
Відповідно до Указу Президента України від 09.12.2010 № 1085/2010 «Про організацію системи центральних органів виконавчої влади» Державний комітет України з державного матеріального резерву реорганізовано в Державне агентство резерву України. Держрезерв здійснює свою діяльність відповідно до Положення про Державне агентство резерву України, затверджене постановою Кабінету Міністрів України від 08.10.2014 № 517. Згідно з Положенням Держрезерв є центральним органом виконавчої влади, діяльність якого спрямовується і координується Кабінетом Міністрів України через Міністра економічного розвитку і торгівлі України і який реалізує державну політику у сфері державного матеріального резерву.

### Реорганізація 2024 року
Постановою Кабінету Міністрів України №-1118 від 26 вересня 2024 року Державне агентство резерву України ліквідоване та утворене Державне агентство з управління резервами України.

## Керівництво
Голови Державного агентства резерву України:
- Рагулін Микола Федорович (листопад 1991 — 1992)[7]
- Мінченко Анатолій Каленикович⇩ (листопад 1992 — вересень 1993)[8]
- Шостак Анатолій Сергійович (липень 1995 — липень 1996)[9]
- Клешня Анатолій Федотович (липень 1996 — липень 1997)[10][11]
- Мінченко Анатолій Каленикович⇧ (липень 1997 — листопад 1999)[12]
- Червоненко Євген Альфредович (лютий 2000 — жовтень 2001)
- Куратченко Володимир Олександрович (серпень 2001 — квітень 2003)
- Песоцький Микола Федорович (квітень 2004 — лютий 2005)
- Бойко Віктор Олексійович (березень — вересень 2005)
- Федорчук Богдан Петрович (грудень 2005 — вересень 2006)[13]
- Шекера Володимир Вікторович (серпень — вересень 2006)[14]
- Кириченко Віктор Миколайович (вересень 2006 — грудень 2007)[15]
- Поживанов Михайло Олександрович (грудень 2007 — грудень 2008)[16]
- Ганжа Сергій Валентинович (грудень 2008 — грудень 2009)[17]
- Альохін Володимир Ілліч (груднь 2009 — березень 2010)[18]
- Злочевський Микола Владиславович (березень  — липень 2010)[19]
- Благодир Юрій Анатолійович (липень 2010 — грудень 2010)[20]
- Лелюк Олексій Володимирович (грудень 2010 — листопад 2012)
- т.в.о. Косіченко Михайло Павлович (грудень 2012—2013)
- Корітко В'ячеслав Васильович (грудень 2013 — серпень 2014)
- Мосійчук Вадим Адамович (червень 2015 — вересень 2019)[21][22]
- т.в.о. Котов Павло Володимирович (липень — вересень 2019)[23][24]
- т.в.о. Мароха Володимир Миколайович (вересень — листопад 2019)[25]
- Погорілий Ярослав Андрійович (листопад 2019 — травень 2020)
- т.в.о. Барабаш Микита Олександрович (травень 2020 — грудень 2021)[26]